# Tour of Qatar
Tour of Qatar er et cykelløb som foregår i Qatar i Mellemøsten. Det er en del af UCI World Tour.
Tom Boonen har vundet løbet samlet fire gange og været på podiet yderligere fire gange. Han har i alt 22 etapesejre i løbet.
Fra 2017 skulle det indgå i UCI World Tour-kalenderen, men blev dog i december 2016 aflyst grundet problemer med at tiltrække økonomiske sponsorere. Tidligere var det klassificeret som 2.2 i UCI's cykelranking og var en del af UCI Asia Tour.

## Vindere
| År   | Vinder             | Toer               | Treer               |
| ---- | ------------------ | ------------------ | ------------------- |
| 2002 | Thorsten Wilhelms  | Damien Nazon       | Rudie Kemna         |
| 2003 | Alberto Loddo      | Olaf Pollack       | Ján Svorada         |
| 2004 | Robert Hunter      | Robbie McEwen      | Tom Boonen          |
| 2005 | Lars Michaelsen    | Matti Breschel     | Fabrizio Guidi      |
| 2006 | Tom Boonen         | Erik Zabel         | Aurélien Clerc      |
| 2007 | Wilfried Cretskens | Tom Boonen         | Steven de Jongh     |
| 2008 | Tom Boonen         | Steven de Jongh    | Greg Van Avermaet   |
| 2009 | Tom Boonen         | Heinrich Haussler  | Roger Hammond       |
| 2010 | Wouter Mol         | Geert Steurs       | Tom Boonen          |
| 2011 | Mark Renshaw       | Heinrich Haussler  | Daniele Bennati     |
| 2012 | Tom Boonen         | Tyler Farrar       | Juan Antonio Flecha |
| 2013 | Mark Cavendish     | Brent Bookwalter   | Taylor Phinney      |
| 2014 | Niki Terpstra      | Tom Boonen         | Jürgen Roelandts    |
| 2015 | Niki Terpstra      | Maciej Bodnar      | Alexander Kristoff  |
| 2016 | Mark Cavendish     | Alexander Kristoff | Greg Van Avermaet   |